# セレブ・ウォーズ 〜ニューヨークの恋に勝つルール〜
『セレブ・ウォーズ 〜ニューヨークの恋に勝つルール〜』（原題：How to Lose Friends & Alienate People）は、2008年のイギリス映画。ファッション誌『GQ』 『Vogue』などを発行する出版社のジャーナリスト・トビー・ヤングの実体験を基としたノンフィクション小説を原作としている。日本ではビデオスルーとして、2010年11月26日にDVD（レンタルのみ）がリリースされた。

## キャスト
| 役名                     | 俳優                   | 日本語吹替 |
| ------------------------ | ---------------------- | ---------- |
| シドニー・ヤング         | サイモン・ペッグ       | 小森創介   |
| アリソン・オルセン       | キルスティン・ダンスト | 魏涼子     |
| ソフィー・メイズ         | ミーガン・フォックス   | 中司ゆう花 |
| クレイトン・ハーディング | ジェフ・ブリッジス     | 佳月大人   |
| エレノア・ジョンソン     | ジリアン・アンダーソン | 丸山雪野   |
| ヴィンセント・レパック   | マックス・ミンゲラ     |            |
| ローレンス・マドックス   | ダニー・ヒューストン   |            |
| 本人                     | ケイト・ウィンスレット |            |
| 本人                     | ダニエル・クレイグ     |            |
| 本人                     | サンディ・ニュートン   |            |